# Thamnea teres
Thamnea teres är en tvåhjärtbladig växtart som först beskrevs av Daniel Oliver, och fick sitt nu gällande namn av Class.-bockh. och E.G.H.Oliv. Thamnea teres ingår i släktet Thamnea och familjen Bruniaceae. Inga underarter finns listade.